# Upplands runinskrifter 896
Upplands runinskrifter 896 är den nordligaste av de runstenar som står i Universitetsparken i centrala Uppsala i Uppland. Ursprungligen stod stenen i Håga innan den flyttades till sin nuvarande plats. Under en period förvarades den också i källaren i Gustavianum innan den restes på sin nuvarande plats 1949.

## Stenen
Runstenen är av blågrå granit, 1,7 meter hög och 0,4 meter bred. Stenen står lite avsides från de andra runstenarna i parken och är påfallande i sin smala, höga form. Runslingan börjar på den nedre vänstra sidan, fortsätter längs med stenens ytterkant och slutar på den nedre högra sidan. Den undre delen av runstenen saknas. Runristarens signatur står till vänster och innanför av den egentliga runslingan. I mitten av stenens framsida finns två större kors, ett på den övre och ett på den undre hälften.

## Inskriften

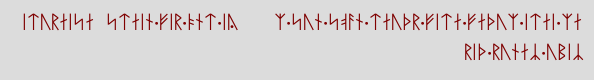
Runslingan på U 896

Runor:...ᛁᛏᚢᚱᛅᛁᛋᛅ ᛋᛏᛅᛁᚾ᛫ᚠᛁᚱ᛫ᚭᚾᛏ᛫ᛁᚤ ᛘ᛫ᛋᚢᚾ᛫ᛋᚮᚨᚾ᛫ᛏᛅᚢᚦᚱ᛫ᚠᛁᛏᛅ᛫ᚠᛅᚦᚢᛘ᛫ᛁᛏᛅᛁ᛫ᛘᛅ ᚱᛁᚦ᛫ᚱᚢᚾᛅᛦ᛫ᚢᛒᛁᛦ
Translittererad: ... [l]itu raisa stain + fir ' ont * iy--m + sun + sain + tauþr +  fita+faþum ' i tai'ma... riþ runaR ubiR
Normaliserad: ... letu ræisa stæin fyr and Øy[nda]R(?), sun sinn, dauðr [i] hvitavaðum i Danma[rku](?) ... Reð runaR ØpiR.
Nusvenska: "...lät resa stenen för Eyndars(?) ande, sin son, dog i vita kläder i Danmark ... Öpir bestämde/utförde runorna."

## Vita kläder
Det går inte att säga vem som lät resa runstenen eftersom namnet på stenens nedre del har försvunnit. Att den döde bar vita kläder (hvitavaðum) betyder att han bar sina dopkläder och döptes i kristen tro på dödsbädden. Det finns totalt sju runstenar i Uppland med liknande inskrifter: U 243, U 364, U 613, U 699, U 896, U 1036 och U Fv1973;194.

## Öpirs signatur
Runstenen som är signerad med texten riþ runaR ubiR skiljer sig dock avsevärt i ornamentiken från andra kända verk av runmästaren Öpir, som var mycket produktiv i Uppland under 1000-talets andra hälft. Därför har man dragit slutsatsen att stenen blivit ristad av någon annan med samma namn. Signaturen är densamma som på U 940 som idag också finns i Universitetsparken. Nyare undersökningar tyder på att dessa stenar kan vara ungdomsverk av den kände runristaren.
Stenen var utlånad till världsutställningen i Paris 1867.

### Fotnoter
1. ↑  Unicode stöd för runor behövs i din webbläsare